# Задесенец, Иван Фёдорович
Иван Фёдорович Задесе́нец (10 января 1913, Петропавловка, Херсонский уезд, Херсонская губерния, Российская империя — 28 ноября 1987, Петрозаводск) — советский хозяйственный деятель, Герой Социалистического Труда (1966).

## Биография
Родился 10 января 1913 года в селе Петропавловка (ныне Бериславский район) в крестьянской семье. Окончил семилетнюю школу, два года учился в Ингулецком сельскохозяйственном техникуме.
Трудовую деятельность начал в 1929 году проходчиком Криворожского железорудного бассейна, работал машинистом паровоза на строительстве Днепрогэс.
С 1934 года работал в сельскохозяйственных предприятиях Кубани комбайнёром, заведующим фермой, управляющим отделением зерносовхоза «Тимашевский».
В годы Великой Отечественной войны работал в совхозах Адыгейской АО и Краснодарского края, с 1943 года — директор совхоза «Красноармейский».
В 1946 году направлен в Карело-Финскую ССР.
В 1946—1970 годах — председатель совхоза имени В. М. Зайцева в Прионежском районе. В 1949 году окончил заочную школу председателей совхозов при Харьковском зоотехническом институте.
Под руководством И. Ф. Задесенца совхоз добился устойчивых урожаев, высокой продуктивности животноводства и был награждён Орденом Ленина в 1967 году.
Неоднократно избирался депутатом Петрозаводского городского совета, избирался депутатом Верховного Совета Карельской АССР VII созыва.
Умер 28 ноября 1987 года в Петрозаводске.

## Награды
- Медаль «Серп и Молот» (22.03.1966);
- Орден Ленина (22.03.1966);
- Трудового Красного Знамени (15.04.1958);
- Дважды медаль «За трудовую доблесть» (29.06.1950, 01.09.1951);
- Золотые и серебряные медали ВДНХ СССР.